# Sigtuna

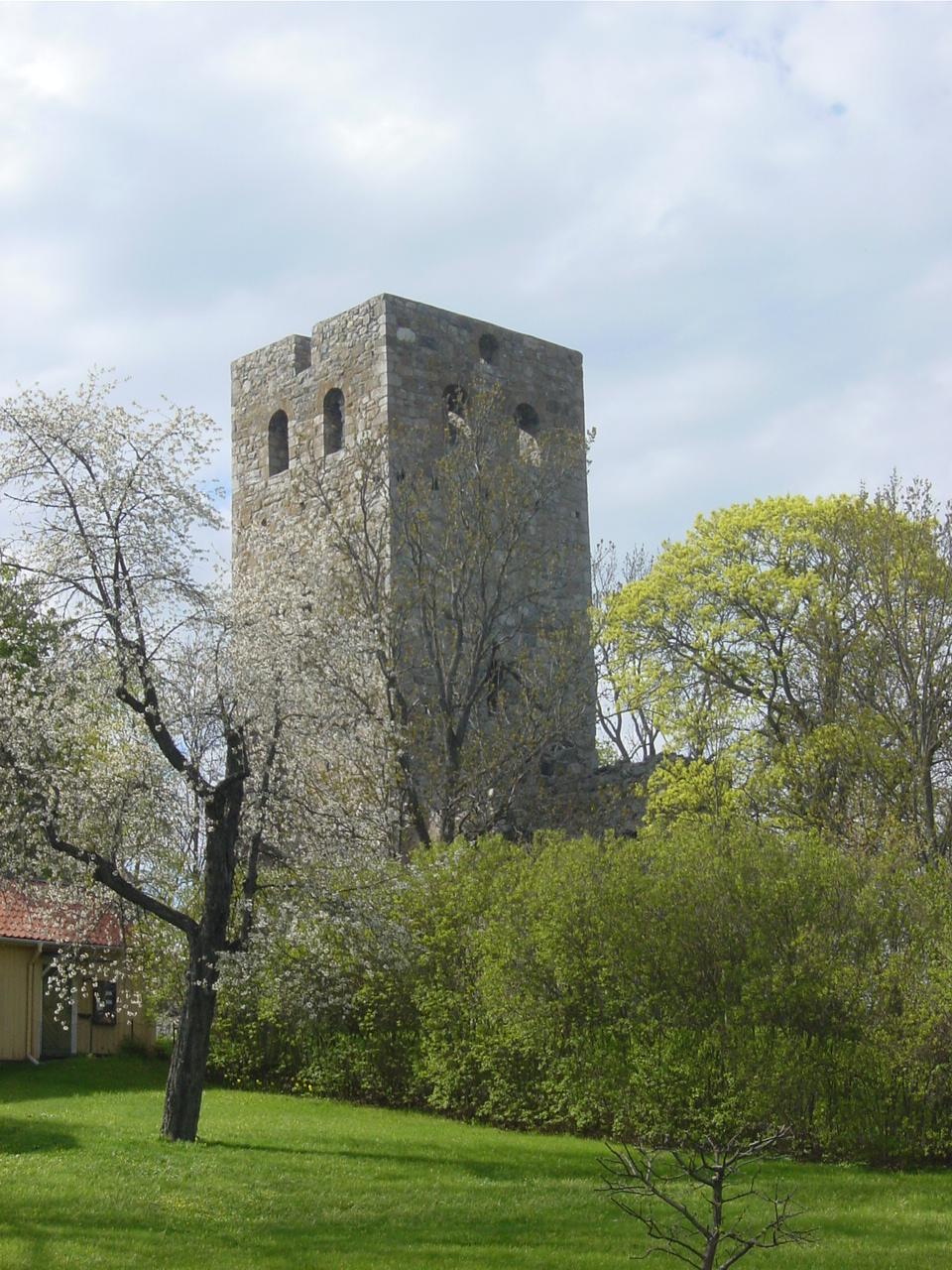
Església en ruïnes a Sigtuna

Sigtuna és una població situada al costat del llac Mälaren, Suècia, en la regió metropolitana d'Estocolm. Va ser fundada pel rei Erik el Victoriós (Erik Segersäll) cap a l'any 980. Durant els seus dos primers segles d'existència va florir com residència de la corona i centre comercial. La ciutat va ser atacada i destruïda el 1187 per guerrers procedent de la Carèlia i que estaven a les ordres del regne de Nóvgorod (situat en territoris que actualment pertanyen a Rússia), encara que va ser reconstruïda i va mantenir certa importància fins que a poc a poc va ser substituït el seu paper per ciutats properes com Uppsala, Visby, Kalmar o Estocolm.
Va ser en aquesta ciutat on per primera vegada es va encunyar moneda a Suècia, sota el regnat del rei Olaf el Tresorer (Olof Skötkonung), a fins del segle x. La seva població va anar caient fins a arribar als 600 habitants en el segle xix. Actualment (2006) compte amb uns 8.000 habitants i és una destinació turística de certa rellevància. Destaquen sobretot les ruïnes de les primeres esglésies construïdes a Suècia oriental.